# Eugeniusz Ryb

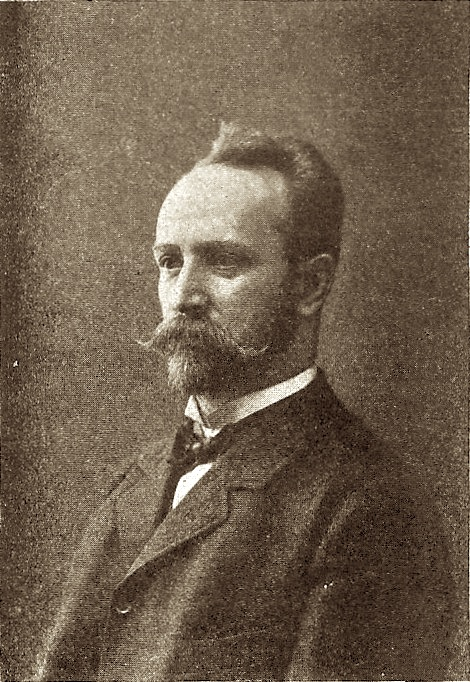
Eugeniusz Ryb

Eugeniusz Ryb (russisch Евгений Августович Рыб Jewgeni Awgustowitsch Ryb, ukrainisch Євген Августович Риб Jewhen Awhustowytsch Ryb; * 1. Julijul. / 13. Juli 1859greg. in Warschau; † 15. März 1924 ebenda) war ein polnisch-ukrainischer Komponist, Violinist, Dirigent und Musikpädagoge.

## Leben
Ryb studierte am Warschauer Musikinstitut in Apolinary Kątskis Violinenklasse mit Abschluss. Es folgte das Studium am Sankt Petersburger Konservatorium in Leopold Auers Violinenklasse (Abschluss 1883) und in Nikolai Rimski-Korsakows Kompositionstheorieklasse (Abschluss 1885).
Ab 1885 lehrte Ryb Kompositionstheorie an der Kiewer Musikhochschule der dortigen Abteilung der Russischen Musikgesellschaft. Zu seinen Schülern gehörten Reinhold Glière, Kyrylo Stezenko, Oleksandr Koschyz und Wladimir Pohl. 1913 spaltete sich von der Kiewer Musikhochschule das Kiewer Konservatorium ab, an dem Ryb nun als Professor lehrte. Er spielte im Streichquartett und jedes Jahr in zwei Kammermusikkonzertreihen. Er dirigierte die Sinfoniekonzerte der Russischen Musikgesellschaft. Er schuf neben Kammermusikwerken und Musiktheorie-Lehrbüchern die Oper Branka, das sinfonische Bild Nacht über der Ukraine und zehn Masurken für Klavier.